# Test Gallupa
Test Gallupa – popularna nazwa psychometrycznego narzędzia badawczego CliftonStrengths, dawniej zwanego StrengthsFinder, stworzonego przez Donalda Cliftona w Instytucie Gallupa. Narzędzie umożliwia ocenę natężenia 34 cech zwanych talentami, z których 5 jest dominujących. Talent rozumiany jest jako naturalny wzorzec myślenia, odczuwania i działania, który może zostać produktywnie wykorzystany. Zgodnie z teorią osoby wykorzystujące te talenty mają szansę działać najefektywniej.

## Lista cech, zwanych talentami według Cliftona
- Aktywator (ang. Activator)
- Analityk (ang. Analytical)
- Bezstronność (ang. Consistency, dawniej Fairness)
- Bliskość (ang. Relator)
- Czar (ang. Woo)
- Dowodzenie (ang. Command)
- Dyscyplina (ang. Discipline)
- Elastyczność (ang. Adaptability)
- Empatia (ang. Empathy)
- Indywidualizacja (ang. Individualization)
- Integrator (ang. Includer, dawniej Inclusiveness)
- Intelekt (ang. Intellection)
- Komunikatywność (ang. Communication)
- Kontekst (ang. Context)
- Maksymalista (ang. Maximizer)
- Naprawianie (ang. Restorative)
- Odkrywczość (ang. Ideation)
- Odpowiedzialność (ang. Responsibility)
- Optymista (ang. Positivity)
- Organizator (ang. Arranger)
- Osiąganie (ang. Achiever)
- Poważanie (ang. Significance)
- Pryncypialność (ang. Belief)
- Rozwaga (ang. Deliberative)
- Rozwijanie innych (ang. Developer)
- Rywalizacja (ang. Competition)
- Strateg (ang. Strategic)
- Uczenie się (ang. Learner)
- Ukierunkowanie (ang. Focus)
- Wiara w siebie (ang. Self-Assurance)
- Wizjoner (ang. Futuristic)
- Współzależność (ang. Connectedness)
- Zbieranie (ang. Input)
- Zgodność (ang. Harmony)